# 许蕾姆苏丹公共浴场

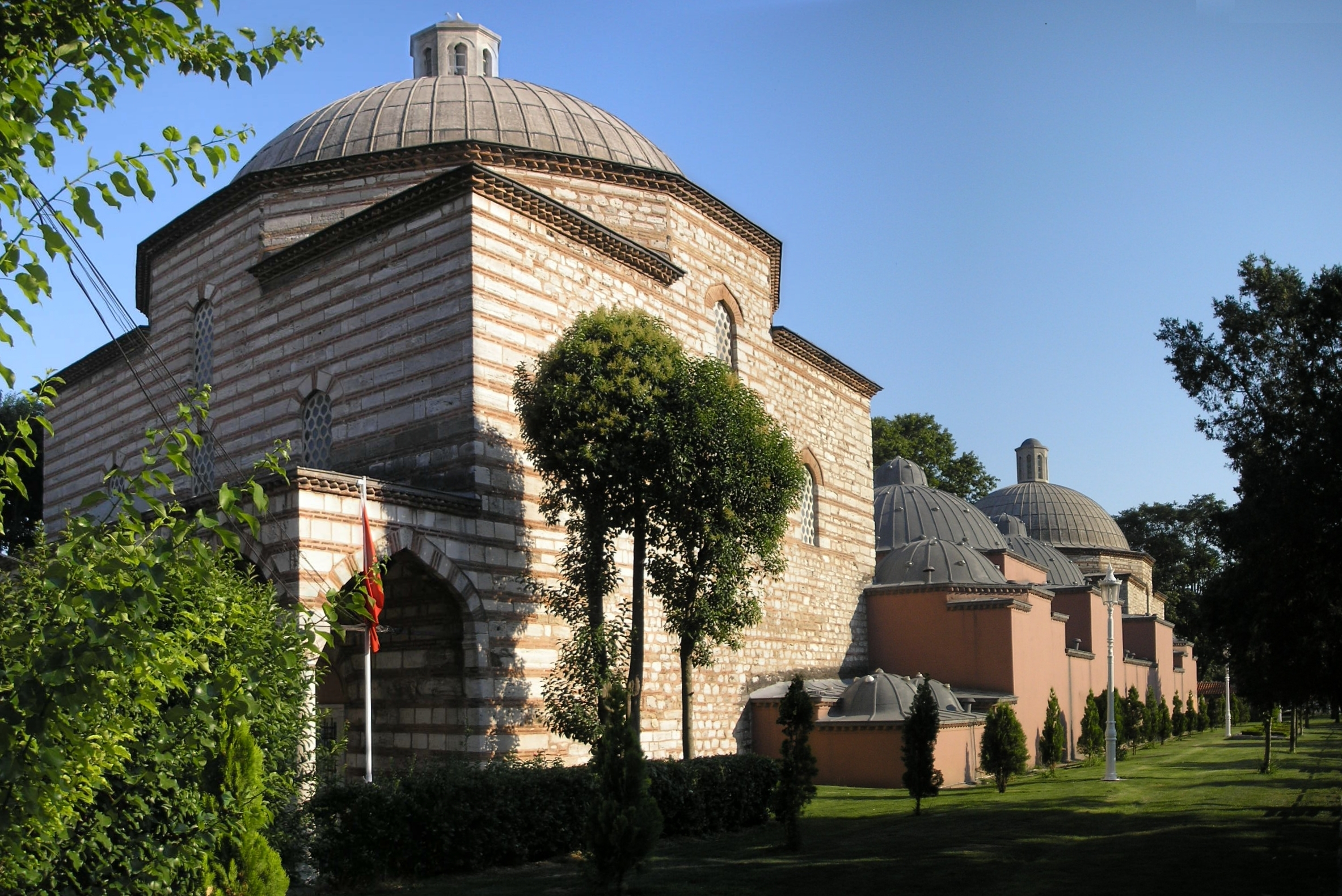
许蕾姆苏丹公共浴场

许蕾姆苏丹公共浴场（土耳其语：Haseki Hürrem Sultan Hamamı）是一座土耳其浴室（hamam），位于伊斯坦布尔，兴建于16世纪，由鄂圖曼帝国苏丹苏莱曼一世的皇后许蕾姆苏丹下令修建，由鄂圖曼帝國的首席建筑师科查·米馬爾·希南设计。它是为附近的阿亞索菲亞宗教社团而建。今天，这座建筑内开设国营的地毯商店，其内部基本上没有改变。